# 161
161 рік — невисокосний рік, що почався в четвер за григоріанським календарем. 
Римська імперія •  Парфянське царство •  Кушанське царство •  Східна Хань •  Сармати

## Геополітична ситуація
У Римській імперії закінчилося правління імператора Антоніна Пія. Новими імператорами проголошено Луція Вера (до 169) та Марка Аврелія (до 180). Імперія  займає Апеннінський, Піренейський та Балканський півострови, Галлію, частину Британії, Близький Схід, Північну Африку включно з Єгиптом. 
Наймогутніша держава центральної Азії — Парфянське царство. Наймогутніша держава Індостану — Кушанське царство. Династія Хань править у Китаї.  Корейський півострів ділять між собою Три корейські держави. 
Триває докласичний період цивілізації мая.
На території майбутньої України, в степах Причорномор'я, кочують сармати, північніше — племена Черняхівської культури.

## Події
- 7 березня помер римський імператор Антонін Пій. Новими римськими імператорами стали Луцій Вер та Марк Аврелій.
- Нові імператори були цього року консулами у Римі.
- Почалася римо-парфянська війна, що тривала до 166 року.
  - Цар Парфії Вологез III перейшов Євфрат та увірвався в Сирію.
  - У бою з парфянами загинув римський легат Марк Седацій Северіан.
  - У Сирію послано полководця Авідія Кассія.
- Повстали місцеві племена у Британії.
- Верхній Германії та Реції загрожували квади.
- В Афінах споруджено Одеон Ірода Аттичного.
- Римський правник Гай написав свої «Інституції».
- Вміст золота та срібла в римських монетах ауреусі та денарії зменшився.

## Померли
- 7 березня — в Лорії у віці 75-и років помер Антоній Пій, римський імператор з 138 року, час правління якого вважається одним з найкращих періодів історії Римської імперії.